# Cartomothrips neboissi
Cartomothrips neboissi är en insektsart som beskrevs av Laurence A. Mound och Walker 1982. Cartomothrips neboissi ingår i släktet Cartomothrips och familjen rörtripsar. Inga underarter finns listade i Catalogue of Life.